# Rocco Lurago

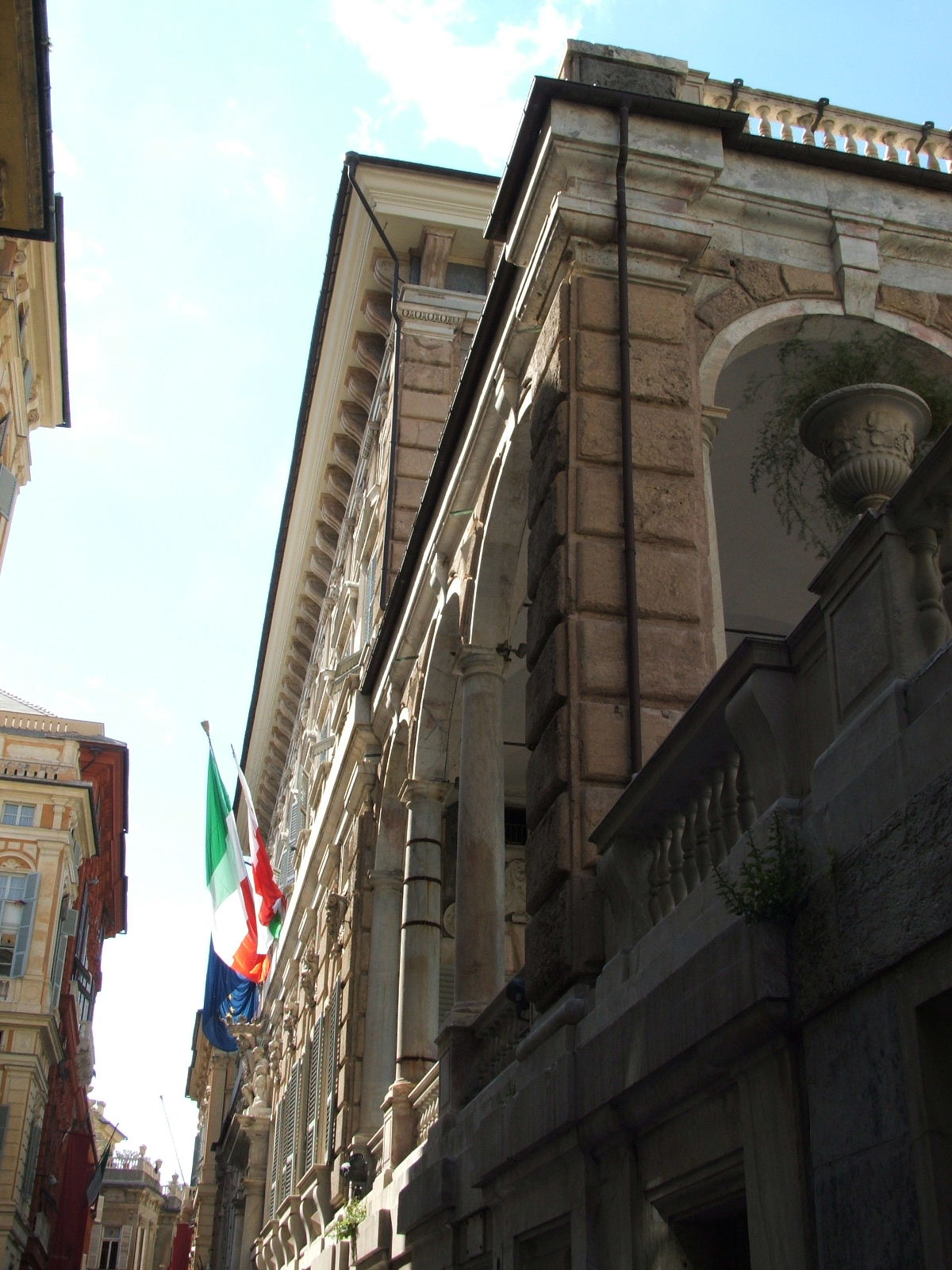
Palazzo Doria-Tursi, Genova.

Rocco Lurago (Pellio Superiore, 1501 – Genova, 1590) è stato un architetto e scultore italiano.

## Biografia
Figlio di Anselmo, Rocco era membro di una famiglia di architetti comaschi, difatti sia il fratello Giovanni che molti suoi discendenti praticarono tale mestiere in Italia e Boemia.
Venne in Genova, ove subì l'influenza di Galeazzo Alessi, intorno al marzo 1558, insieme al fratello Giovanni. I due tennero una bottega adibita al rifornimento di lapidi e marmi, anche scolpiti, per i numerosi nuovi edifici che vennero realizzati in Genova in quel periodo, principalmente lungo la cosiddetta "Strada Nuova" del centro storico.
Alla bottega dei due fratelli Lurago furono commissionati, nel corso del 1568, alcune partite di pietre del Finale destinate alla realizzazione del palazzo di Niccolò Grimaldi - oggi palazzo Doria-Tursi e sede del municipio genovese, divenuto a partire dal 2006, insieme ad altri palazzi dei Rolli, patrimonio dell'umanità - su commissione dei due fratelli progettisti Domenico e Giovanni Ponzello. Questo edificio funse da modello per i successivi palazzi nobiliari genovesi.
Secondo lo storico Raffaello Soprani (1768), Rocco Lurago fu il progettista del complesso conventuale domenicano di Santa Croce a Bosco Marengo - nell'alessandrino - voluto dal pontefice Pio V e realizzato a partire dagli anni sessanta del XVI secolo. Tuttavia, studi e approfondimenti successivi sulla biografia del Lurago ne hanno ridimensionato la sua effettiva partecipazione progettuale di un'opera che verosimilmente sarebbe da attribuire al disegno del capomastro fiorentino Giovanni Lippi; probabilmente Rocco Lurago fu invece incaricato di seguirne i lavori di edificazione.
Più certa e documentata è la fornitura negli anni ottanta di pilastri, cornice e balaustre in pietra del Finale per l'edificazione della genovese chiesa di San Pietro in Banchi o ancora marmi per i loggiati e le balaustre delle recinzioni a mare della villa del Principe a Fassolo, su commissione di Gianandrea Doria.
Suoi allievi furono Francesco da Novi, il genero Antonio Orsolino, marito della figlia Concordia, ed il comasco Giambattista Grigo.
A Lurago è dedicata una via nei pressi di via Garibaldi a Genova.